# Gurbachan Singh Randhawa
Gurbachan Singh Randhawa (Amritsar, 6 giugno 1939) è un ex multiplista e ostacolista indiano.

## Biografia
Nel 1960 partecipò alle Olimpiadi di Roma dove gareggiò nel decathlon, ma non riuscì a portare a termine la competizione. Due anni dopo, sempre nel decathlon, vinse la medaglia d'oro ai Giochi asiatici.
Nel 1964 prese parte alle Olimpiadi di Tokyo, dove fu portabandiera per la rappresentativa indiana. In questa edizione dei Giochi gareggiò nei 110 metri ostacoli riuscendo a raggiungere la finale, dove si classificò quinto.
Per le sue prestazioni nel 1961 fu premiato con l'Arjuna Award per l'atletica leggera e nel 2005 con il Padma Shri per meriti sportivi.

## Palmarès
| Anno | Manifestazione  | Sede     | Evento       | Risultato | Prestazione | Note |
| ---- | --------------- | -------- | ------------ | --------- | ----------- | ---- |
| 1960 | Olimpiadi       | Roma     | Decathlon    | Rit.      |             |      |
| 1962 | Giochi asiatici | Giacarta | Decathlon    | Oro       | 6739 p.     |      |
| 1964 | Olimpiadi       | Tokyo    | 110 ostacoli | 5º        | 14"0        |      |

## Premi e riconoscimenti
- Arjuna Award nel 1961, per l'atletica leggera.
- Padma Shri nel 2005, per meriti sportivi.